# Patrik Kronqvist
Patrik Hampus Kronqvist, född 15 september 1981, är en svensk journalist och politisk redaktör på Expressen. 
Kronqvist har varit debattredaktör på Expressen och redaktör på Lundagård och Newsmill samt nyhetsreporter på bland annat Värnpliktsnytt, Aftonbladet och TT.
Kronqvist blev ledarskribent på Expressen 2013. I juni 2023 utsågs han till ny politisk redaktör på tidningen, då han efterträdde Anna Dahlberg.
Svensk Cyklings opinionspris gick 2016 till honom.